# 约翰·P·格勒青格

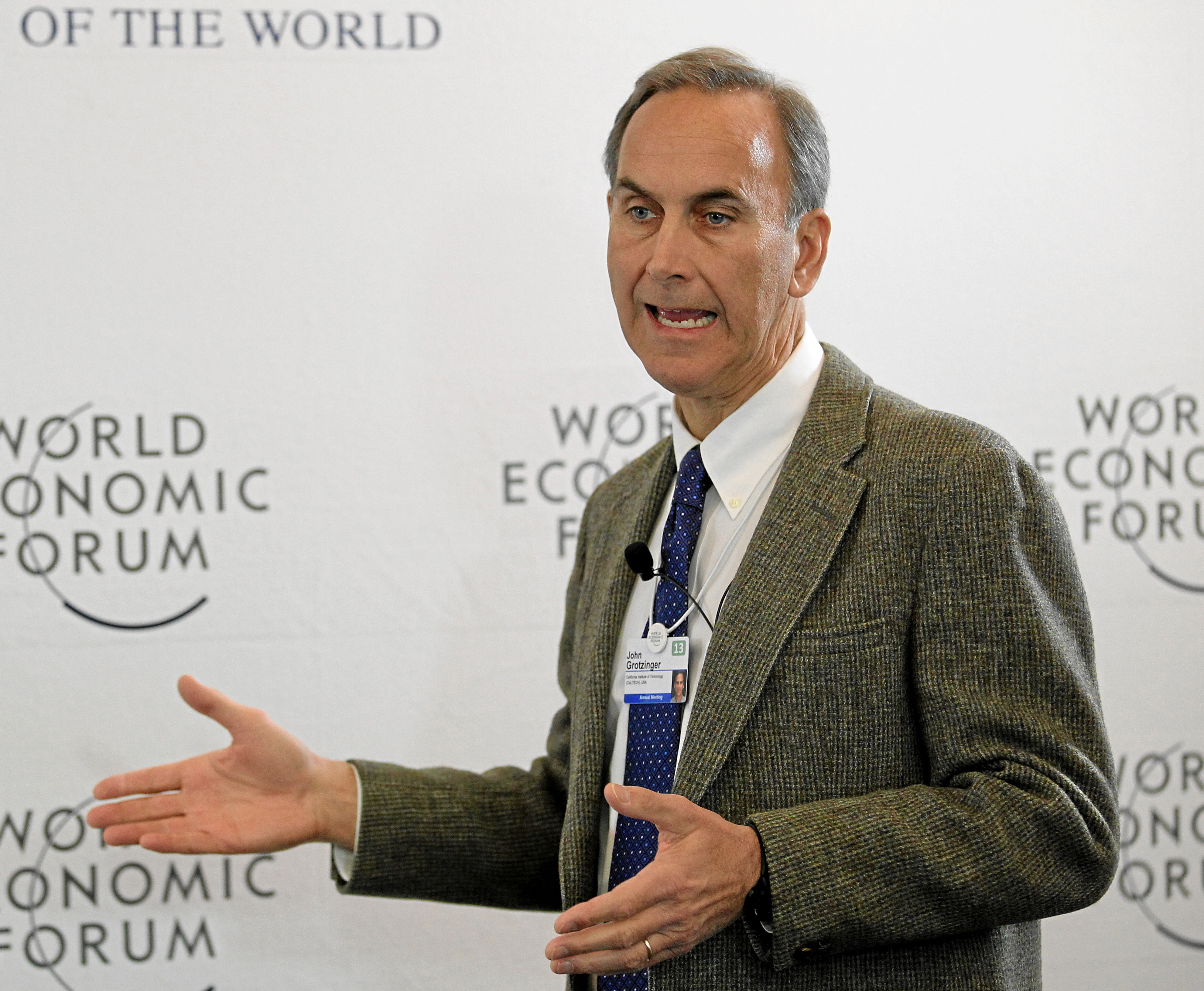
攝於2013年世界經濟論壇

约翰·P·格勒青格（John P. Grotzinger）是加州理工学院的一名地质学教授。主要教授地理学与行星科学，他的研究主要集中于生命与环境中的化学与物理之间的相互作用。他是一名活跃的火星地理研究学家，并参与了一些NASA探索火星的科研项目。

## 学历与教学史
- 学士，霍巴特威廉史密斯學院（英语：Hobart and William Smith Colleges），1979
- 硕士，蒙大拿大學，1981
- 博士，弗吉尼亚理工学院暨州立大学，1985
- 博士后，哥伦比亚大学，1985-1987
- 教授，麻省理工學院，1987-2005
- 教授，加州理工学院，2005–现在

## 主要研究

### 在火星的研究
格勒青格是火星探測漫遊者和雅典娜科學團隊科學家的成員，負責操作的規畫。這項任務的目標包括地質史上的火星景觀，使用漫遊者上的設備來調查和分析樣本土壤和岩石的地質化學。在2004年，格勒青格和他的團隊，基於礦物和化學上的資料，發現在古代的火星上有液態水的證據。由於紅色火星的早期歷史是類似於地球的可能性，格勒青格希望通過對火星的研究，可以對地球的演變有更多的了解。格勒青格熱觀的期望火星的潛力能提供地球生命起源的線索。目前，他是NASA火星科學實驗室漫遊車任務的科學專案經理，漫遊車於2011年11月從卡納維爾角第41綜合發射台以擎天神V型火箭發射升空，並於2012年8月5/6日成功在火星上著陸。